# الکوزئوکا دو گوئررو
الکوزئوکا دو گوئررو (به اسپانیایی: Alcozauca de Guerrero) یک منطقهٔ مسکونی در مکزیک است که در گررو واقع شده‌است.